# Route nationale 5 (Argentine)
Pour les articles homonymes, voir Route nationale 5.
La Ruta Nacional 5 ou route Ingeniero Pedro Petriz est une route d'Argentine, qui relie les provinces de Buenos Aires et de La Pampa.

## Présentation
Elle s'étend entre le km 62 de la route nationale 7 près de Luján, et la route nationale 35 au niveau de la ville de Santa Rosa. Sa longueur est de 545 km, totalement asphaltés.
On l'appelle route Ingeniero Pedro Petriz par décret du gouvernement.

## Galerie

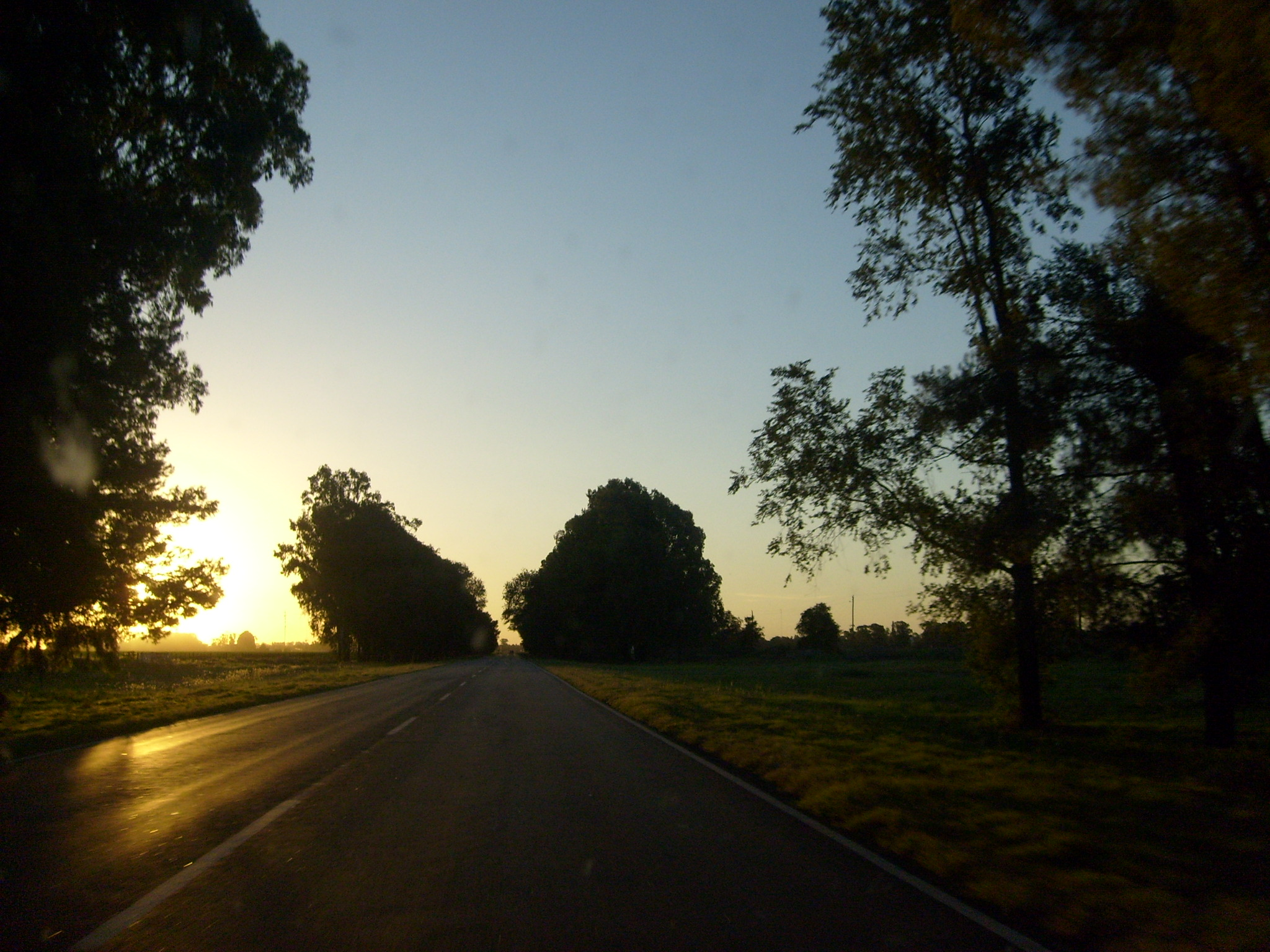
La RN 5 près de Catriló.
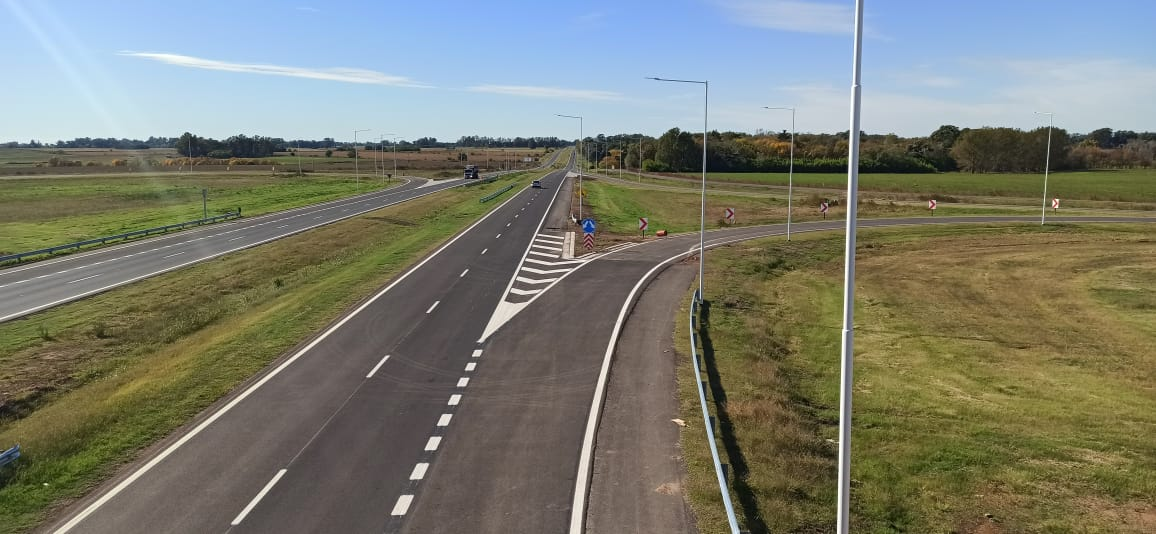
La RN 8 entre Pilar et Pergamino.